# Шаньга
Ша́ньга — блюдо русской, марийской, удмуртской и коми кухни. Представляет собой изделие из пресного или дрожжевого, пшеничного, ржаного или ржано-пшеничного теста. Блюдо распространилось от Карелии до Оби, включая Русский Север. В настоящее время характерно для регионов Предуралья, Среднего Урала и Зауралья.

## Происхождение названия
По мнению кулинарного писателя В. В. Похлёбкина, слово заимствовано в русский из коми языка. С другой стороны, как указывает М. Фасмер, в коми язык слово шаньга само попало из северорусских диалектов. В. И. Лыткин и Е. С. Гуляев отмечают, что слово шаньга встречается также в удмуртском и марийском языках, куда проникло также из северных русских говоров. В свою очередь, у них оно было заимствовано, вероятно, из прибалтийско-финского субстрата, ср. карел. sän'gi «урожай».

## История
Название блюда было заимствовано славянским населением Русского Севера из языка аборигенных финских племён. Затем, вместе с севернорусской крестьянской колонизацией, распространилось от Карелии до Оби, с XVII века проникает в Западную Сибирь вместе с архангелогородскими и сольвычегодскими колонистами. На сегодняшний день блюдо имеет широкое распространение в домашней кухне Русского Севера (Архангельская область, Ленинградская область, Новгородская область, Кировская область, Карелия, Мурманская область, Вологодская область, Коми) в Предуралье, Среднем Урале и Зауралье, и сравнительно малоизвестно в западных и центральных регионах России. Сегодня шаньги делаются в основном из кислого дрожжевого теста, в старину в коми-пермяцкой кухне имелись также шаньги из пресного теста, так называемые «кулиггез» (мн. ч. — «кулиги»). В Великом Устюге и окрестностях шаньги и сегодня делаются из пресного теста и имеют широкое распространение в местной кухне.

## Описание
Шаньга имеет внешний вид ватрушки, однако в отличие от ватрушек, во-первых, никогда не бывает сладкой (исключая некоторые региональные разновидности, не получившие широкого распространения, например, шаньги с морошкой), во-вторых, по мнению В. В. Похлёбкина, не наполняется начинкой, а лишь смазывается сверху. Впрочем, последнее утверждение спорно в силу того, что можно говорить об определённой аналогии с пельменями: у народов-родителей блюда, как правило, было более чем достаточно начинки, но мало муки. Поэтому весьма вероятна обратная ситуация — при достаточно тонком тесте используется много начинки. С другой стороны, верно и то, что при приготовлении шанег в раскатанном тесте не делается никаких специальных углублений для начинки; напротив, она наносится слоем поверх всего круга теста, если и оставляя по краям открытый участок, то очень и очень узкий.
Нередко встречающееся понятие наливная шаньга распространено в районах Европейского Севера (Архангельской области). Наливным в данном случае является не начинка, а основа. Само тесто замешивается более жидким и наливается в «сковордки» – жестяные формочки размером с блюдце. Верх таких шанег смазывался простоквашей, сметаной, сметаной с яйцом в зависимости от достатка, а сверху посыпался толокном или ячменной мукой. Поскольку тесто для таких шанег тоже часто было из ячменной муки, а ячмень поморы называли «жито», то эта разновидность шанег ещё называлась «житники». Если тесто затворялось ещё более жидким, то такие наливные шаньги назывались «налисники» или «налистники». Они не были такими пышными, как собственно шаньги, и имели вид толстых блинов. Благодаря смазыванию сметаной или яйцом имели сверху зажаристую корочку. Шаньги могут быть разных размеров: от 12—15 сантиметров в диаметре до 30 и даже более, если они выпекаются в печи. Наиболее распространены шаньги размером 18—20 сантиметров в диаметре.
Изначально для блюда начинкой служила сметана, различные виды муки, гороховая каша. На сегодняшний день используется в основном картофельное пюре или творог, могут использоваться каши, например, пшённая, однако есть варианты сложных начинок, например, смесь гречневой каши и рубленого варёного яйца.
Шаньги хорошо выпекаются как в русской печи, так и в духовке. После выпечки шаньги смазываются топлёным маслом или сметаной.
Шаньги едят горячими, свежевыпеченными с молоком, с простоквашей, с солёной рыбой, со щами, с чаем.
Во времена Советского Союза в регионах, где шаньги получили распространение, имелось большое количество так называемых «шанежных» (предприятий быстрого питания, аналогов «блинных», «пельменных», «чайных», «чебуречных», «шашлычных»  и тому подобных заведений), где подавались шаньги с различными начинками. В настоящее время шаньги повсеместно встречаются в пекарнях северо-восточной части Европейской России.